# Salix rorida
Salix rorida là một loài thực vật có hoa trong họ Liễu. Loài này được Lacksch. miêu tả khoa học đầu tiên năm 1911.